# Písníky u Lhoty pod Přeloučí
Písníky u Lhoty pod Přeloučí o rozloze vodní plochy 0,41 ha písník I a 0,29 ha písník II (měřeno ve směru od Přelouče) se nalézají na severním okraji obce Lhota pod Přeloučí pod silnicí I. třídy č. 2 v okrese Pardubice. Písníky jsou pozůstatkem po těžbě štěrkopísků ukončené v 1. polovině 20. století. Písníky jsou využívány pro rybolov.

## Galerie

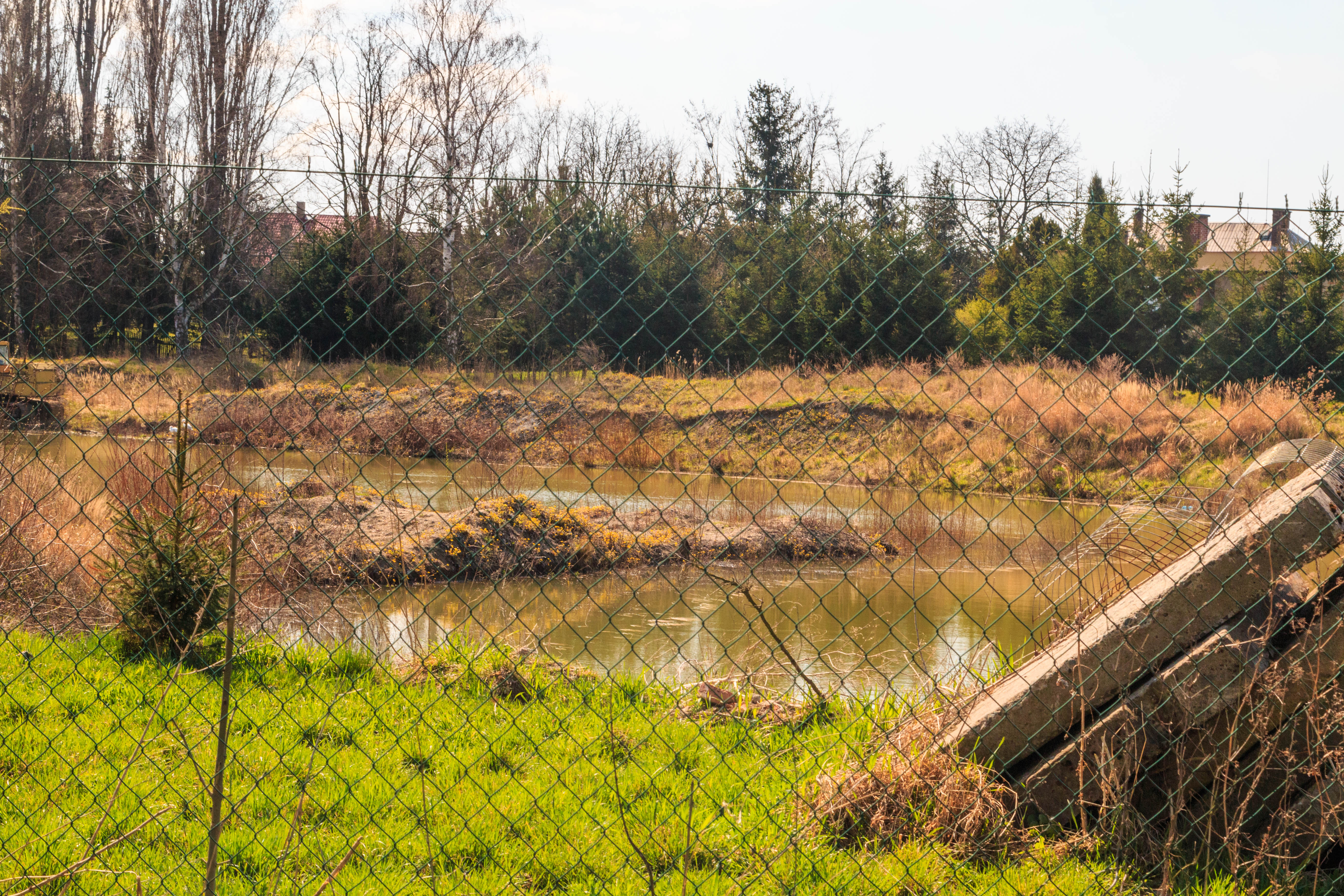
Pohled na písník I v Lhotě pod Přeloučí
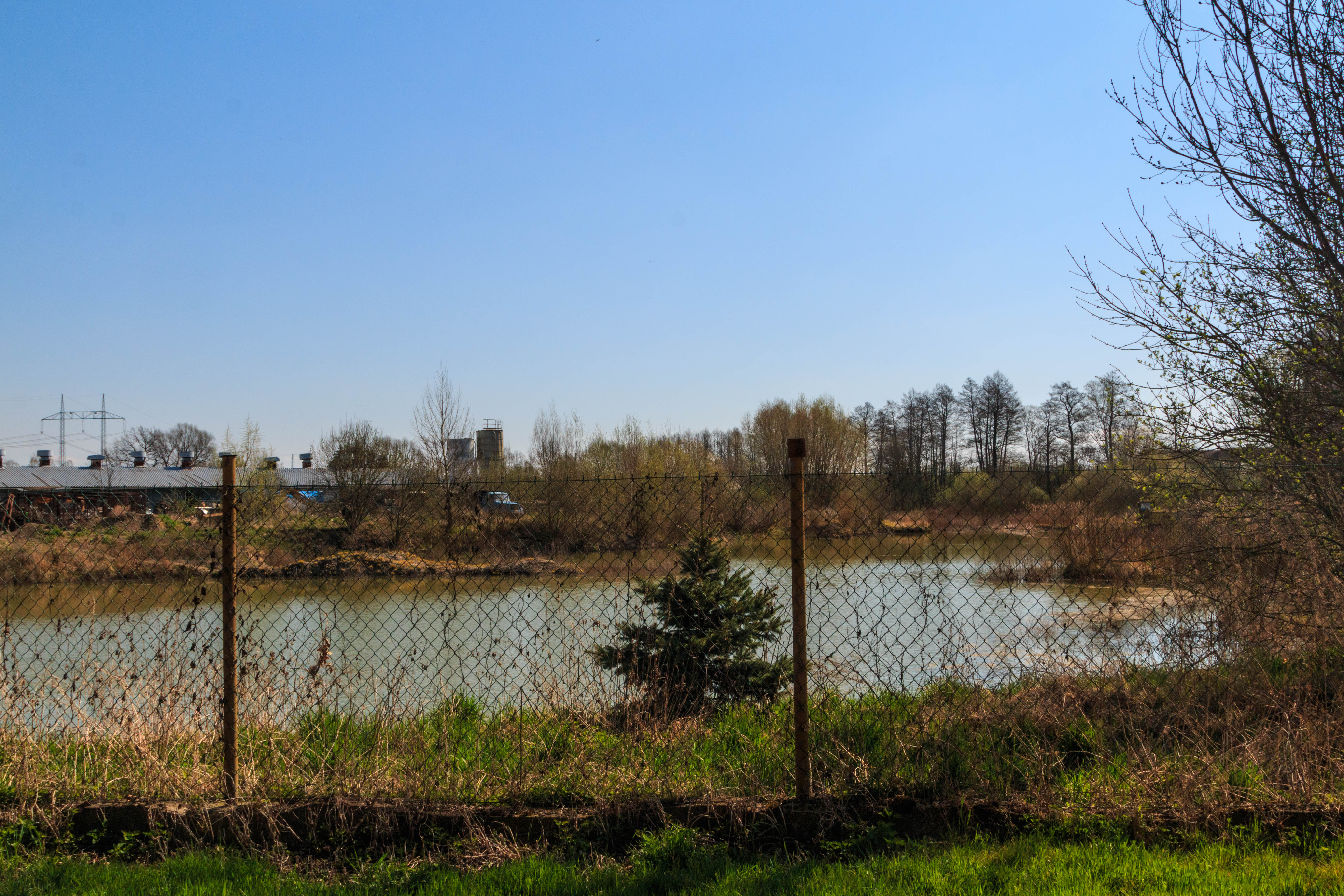
Pohled na písník I v Lhotě pod Přeloučí
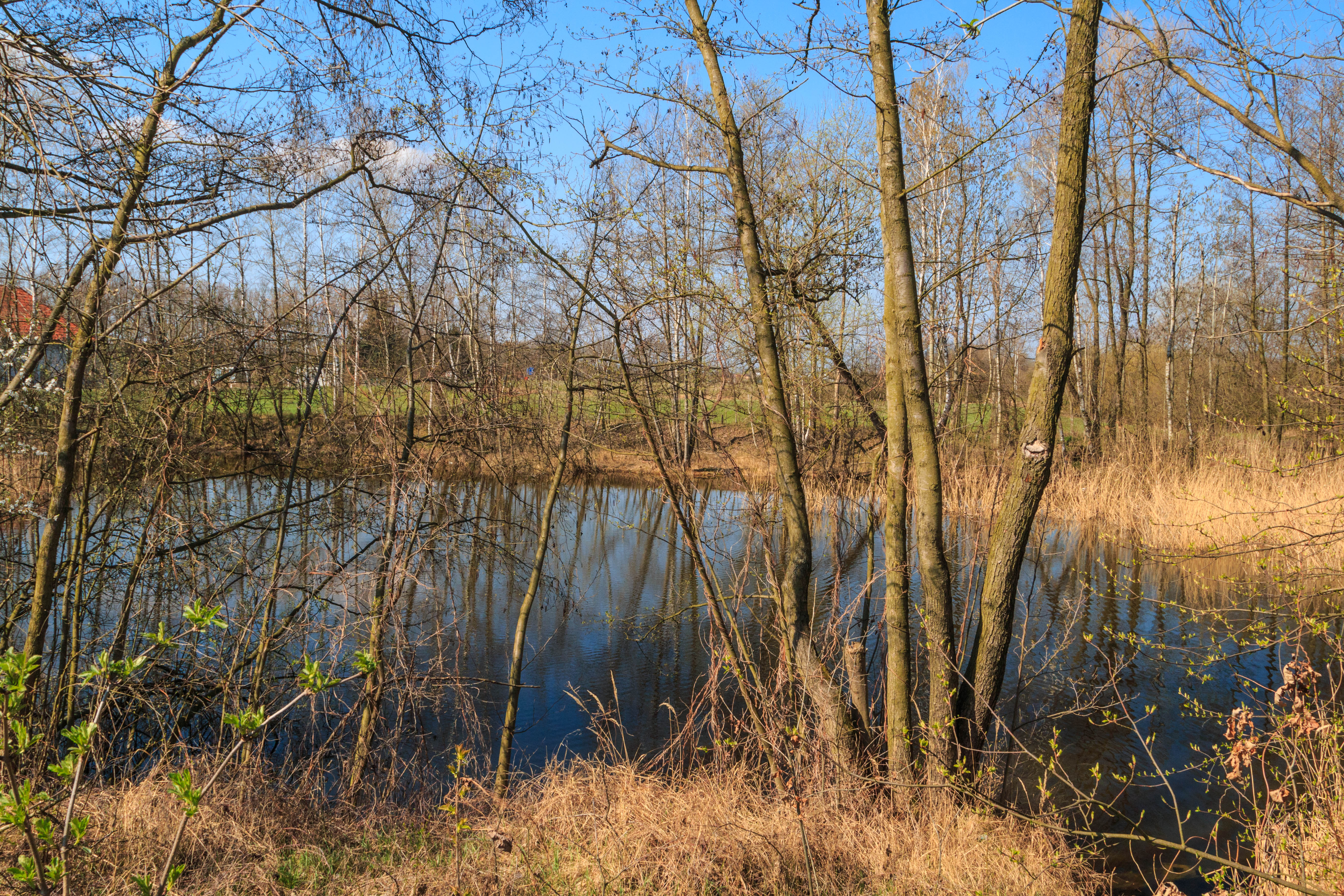
Pohled na písník II v Lhotě pod Přeloučí
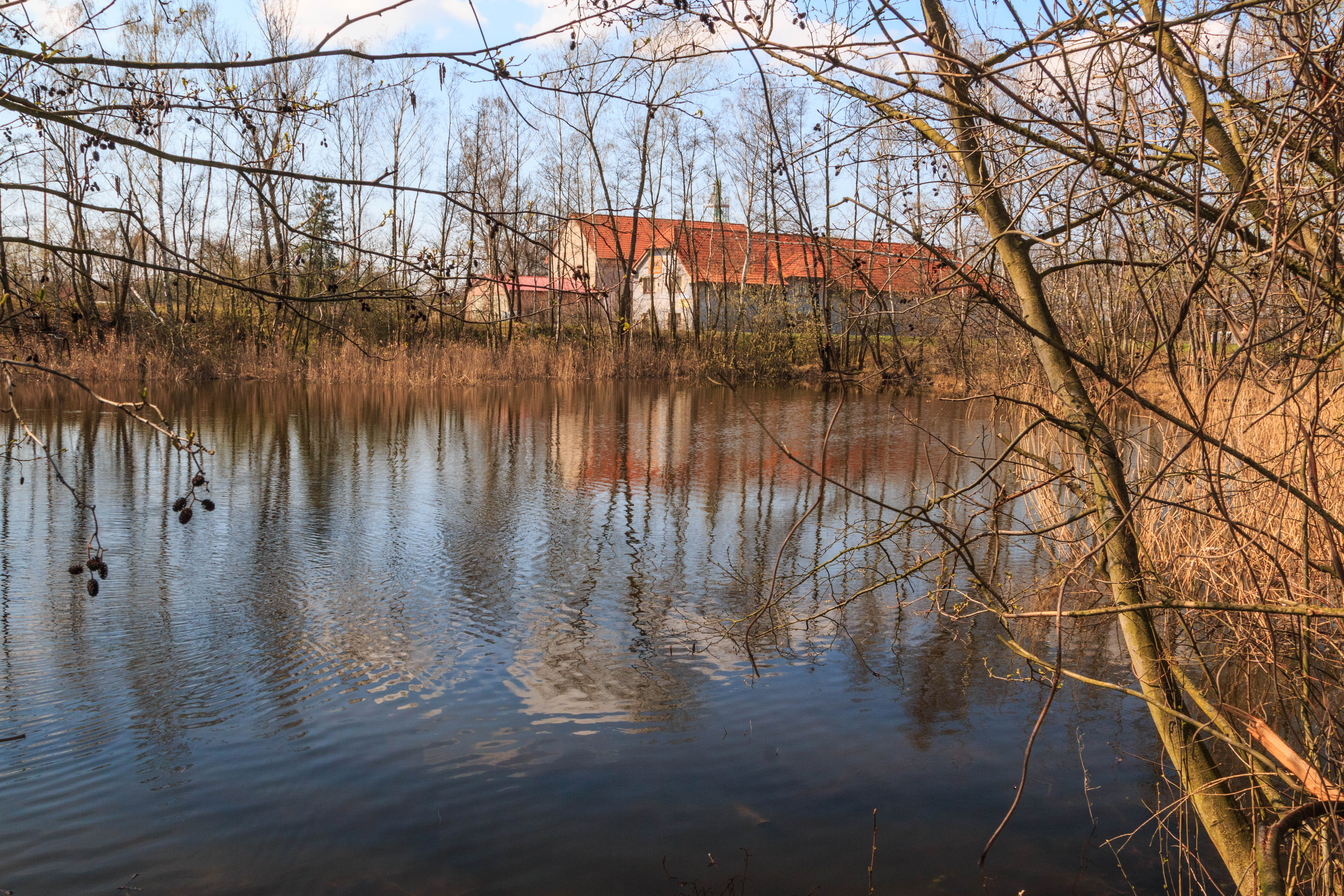
Pohled na písník II v Lhotě pod Přeloučí